# 圣保罗代斯皮
圣保罗代斯皮（法語：Saint-Paul-d'Espis）是法国奧克西塔尼大區塔恩-加龙省的一个市镇，属于卡斯泰尔萨拉桑区。该市镇2009年时的人口 为578人。

## 人口
圣保罗代斯皮人口变化图示
| 数据来源：INSEE |